# Willemijn Verkaik
Willemijn Verkaik (Son en Breugel, Países Bajos, 16 de junio de 1975) es una actriz y cantante neerlandesa. Es conocida por sus papeles teatrales en Wicked, Aida y Elisabeth y por darle voz a Elsa en las versiones en alemán y neerlandés de la película Frozen de Disney. Fue la actriz que más veces interpretó a Elphaba en el musical Wicked, habiéndolo hecho en más de 2000 ocasiones, y es la única persona en haberlo interpretado en tres idiomas. Su primera función como Elphaba fue el 31 de octubre de 2007 en Stuttgart, Alemania, y la última fue el 22 de julio de 2017 en el West End de Londres.

## Primeros años
Verkaik nació en Son en Breugel, en los Países Bajos, y se crio en Nuenen, cerca de Eindhoven. Se graduó en el Conservatorio de Róterdam. También estudió brevemente en la Escuela de interpretación de Guildford, a las afueras de Londres y es profesora titulada de canto.
Creció tocando la flauta, cantó en la escuela y sospecha que obtuvo algo de su talento musical de su padre, cantante clásico semiprofesional.

## Carrera
Antes de comenzar su carrera como actriz, cantó en varias bandas de pop por más de diez años. Su primer papel profesional de teatro fue como miembro del ensamble musical de la producción neerlandesa de Elisabeth.
En 2004, Verkaik fue la voz de Erica para las canciones en la versión neerlandesa de la película animada Barbie as the Princess and the Pauper. En 2008, grabó la voz en neerlandés de Lydia en Barbie y el castillo de diamantes. 
Desde entonces, sus diversos créditos de teatro musical han incluido Elisabeth (tanto en los Países Bajos como en Thun, Suiza), Los tres mosqueteros, We Will Rock You y, más notablemente, Wicked, donde fue elegida como Wicked Personality of The Year entre todas las actrices que interpretaron el papel en una encuesta en línea con más de 16 000 votantes en noviembre de 2010. Es la única actriz que ha interpretado el papel en tres idiomas (para noviembre de 2013, Verkaik había aparecido en las producciones en neerlandés y alemán y en inglés en Broadway y en el West End de Londres).
Verkaik interpretó el papel de Elphaba en la producción original en alemán de Wicked en Stuttgart, que comenzó con pases previos el 1 de noviembre de 2007, antes del estreno oficial el 15 de noviembre. Sabrina Weckerlin era su suplente original y aparecía en las dos funciones por semana para las que Verkaik no fue contratada. Actuó en este lugar por última vez el 6 de enero de 2010, tres semanas antes de que se cancelase la producción, con el fin de prepararse para el Best of Musical 2010 Gala Tour, que se escenificó en varias ciudades alemanas a principios de este año.
Posteriormente, la producción alemana de Wicked se trasladó a Oberhausen, con pases previos que comenzaron el 5 de marzo de 2010. Verkaik formó parte de la producción desde la noche del estreno, la cual tuvo lugar el 9 de marzo. Se tomó un descanso de nueve semanas en septiembre de 2010 y abandonó la producción de forma permanente el 27 de febrero de 2011, después de haber figurado en cartelera como protagonista durante más de tres años en ambas producciones.

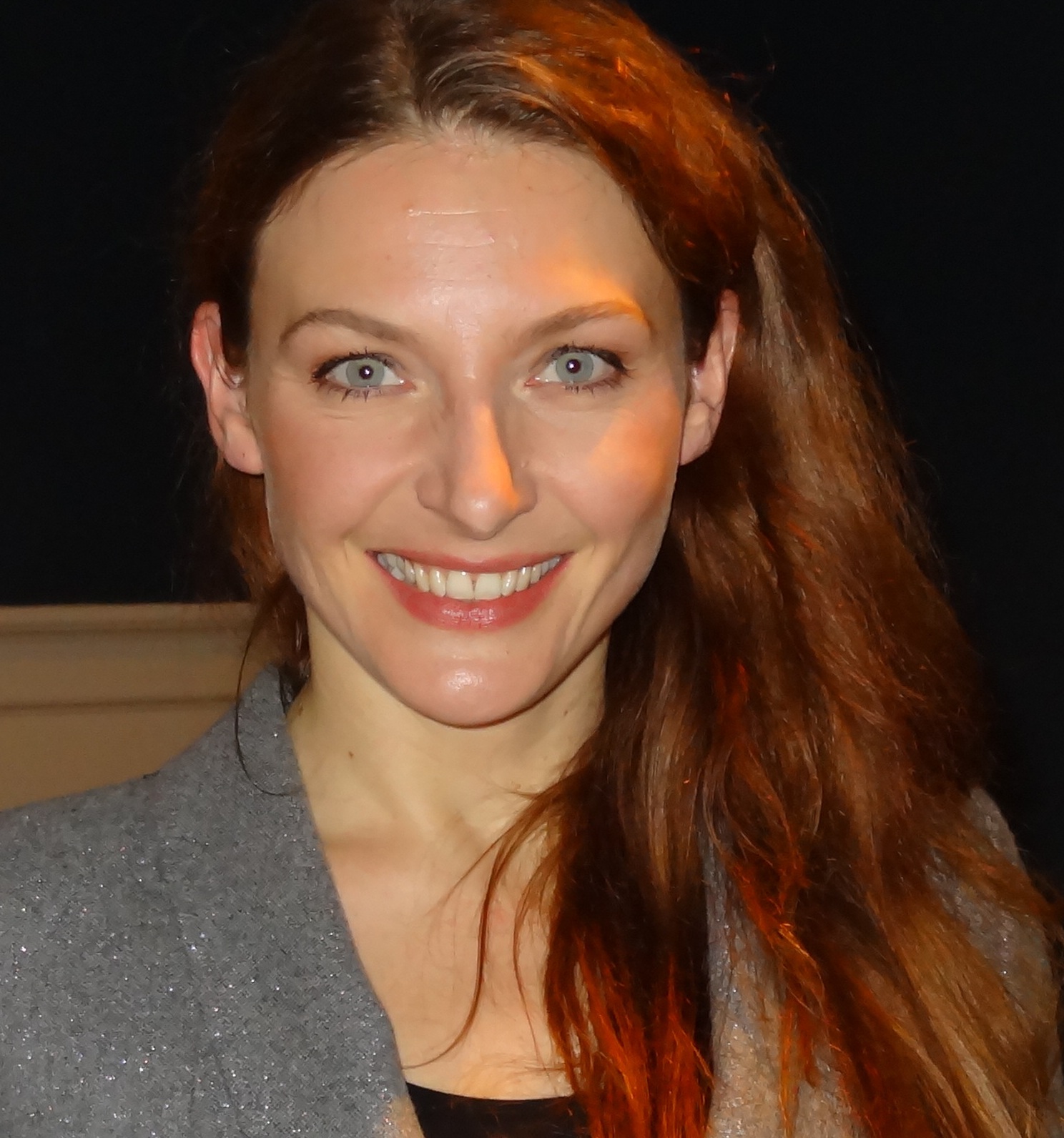
Verkaik, 2012

Verkaik pronto volvió a interpretar el papel en la producción original en neerlandés del musical, la cual se estrenó en Scheveningen el 6 de noviembre de 2011, después de los pases previos que comenzaron el 26 de octubre. Para ello, tuvo que aprenderse de nuevo el papel en su lengua materna. La producción terminó el 11 de enero de 2013, después de catorce meses en cartelera y Verkaik se trasladó a América del Norte, con el fin hacer su debut en Broadway con la compañía de habla inglesa de Wicked de Nueva York, lo que supuso el tercer idioma en el que interpretó a Elphaba. Se mantuvo en la producción por una participación limitada de quince semanas en el teatro Gershwin, desde el 12 de febrero hasta el 26 de mayo de 2013.
Verkaik interpretó el papel de Donna en la producción de Stuttgart de Mamma Mia! por un periodo limitado a partir del 26 de julio de 2013, antes de interpretar el rol de Elphaba de nuevo. El 18 de noviembre de 2013, hizo su debut en el West End en Wicked en el teatro Apollo Victoria, Londres. Por razones de salud, Verkaik tuvo que dejar la producción antes de lo esperado: el 19 de julio de 2014.
Se le puede escuchar en disco de la obra de Wicked en alemán, así como los álbumes What I Wanna Be When I Grow Up y Live de Scott Alan. Este último fue grabado en el club de jazz Birdland en la ciudad de Nueva York el 30 de abril de 2012 y fue lanzado el 26 de junio del mismo año.
Verkaik también proporcionó la voz de Elsa, la Reina de Arendelle, en neerlandés (canciones y diálogos) y en alemán (solo canciones) para la película Frozen de Disney (la voz para los diálogos en alemán la proporcionó Dina Kürten), un papel interpretado en inglés por Idina Menzel, que fue la Elphaba original de la producción de Broadway. Además, interpretó la canción Let It Go en el estreno de la película en el Reino Unido.
El 24 de octubre de 2014, se anunció que Verkaik estaría en el elenco del musical Women on the Verge of a Nervous Breakdown (basado en la película española Mujeres al borde de un ataque de nervios) junto a Tamsin Greig, Ricardo Afonso, Hadyn Gwynne, Jérôme Pradon y Anna Skellern, en el papel de Paulina. Los pases previos de la obra comenzaron el 16 de diciembre de 2014 en el teatro Playhouse (del West End de Londres), para estrenarse oficialmente el 12 de enero de 2015. El musical estuvo en cartelera hasta el 23 de mayo de 2015. Este fue el primer papel de Verkaik después de su cirugía en 2014.
El 14 de julio de 2015, se anunció que Verkaik volvería a Stuttgart en agosto de 2015, esta vez con el papel de Kala en el musical Tarzán en el teatro Stage Apollo.
El 14 de septiembre de 2016, se anunció que Verkaik volvería a su rol protagonista de Elphaba en la producción de Wicked en el West End a partir del 30 de enero de 2017 como parte de las celebraciones del décimo aniversario de esta producción. Interpretó al personaje por última vez en este periodo el 22 de julio de 2017 y fue reemplazada por Alice Fearn. Verkaik confirmó en su discurso al final de esta función que, después de diez años interpretando a Elphaba, esta sería su última función en este rol.
El 10 de septiembre de 2017, se anunció que Verkaik actuaría en Ghost – Das Musical en Berlín del 7 de diciembre de 2017 al 7 de octubre de 2018, en el personaje de Molly.
Posteriormente, actuó como Sloane en el teatro Metronom (en Oberhausen) en la producción alemana del musical Bat Out of Hell del 8 de noviembre de 2018 al 30 de marzo de 2019, con pases previos que comenzaron el 2 de noviembre.
Luego, interpretó a Pepa en la producción de Ámsterdam de Women on the Verge of a Nervous Breakdown entre el 4 y el 14 de julio de 2019.
Verkaik actuó en una gira por los Países Bajos interpretando a Miss Hannigan en el musical Annie a partir del 1 de diciembre de 2019, con pases previos que comenzaron el 5 de noviembre en Hoorn. Esta gira se vio interrumpida por la pandemia de enfermedad por coronavirus de 2019 y se esperaba que volviera a los teatros en mayo de 2021.
Seguidamente, se habría presentado como Jenna en el musical Waitress a partir de septiembre de 2020, lo cual también se pospuso debido a la pandemia de enfermedad por coronavirus de 2019.
El 9 de febrero de 2020, Willemijn y otras nueve mujeres se unieron a Idina Menzel y Aurora en el escenario durante la 92.ª edición de los Premios de la Academia, donde juntas interpretaron Into the Unknown de la película Frozen de Disney en nueve idiomas diferentes: Maria Lucia Heiberg Rosenberg en danés, Willemijn Verkaik en alemán, Takako Matsu en japonés, Carmen Sarahí en español latinoamericano, Lisa Stokke en noruego, Kasia Łaska en polaco, Anna Buturlina en ruso, Gisela en español europeo y Gam Wichayanee en tailandés.

## Vida personal
Verkaik es multilingüe, y habla neerlandés, alemán e inglés. Está casada con el músico Bart van Hoof, quien es saxofonista.

## Teatro

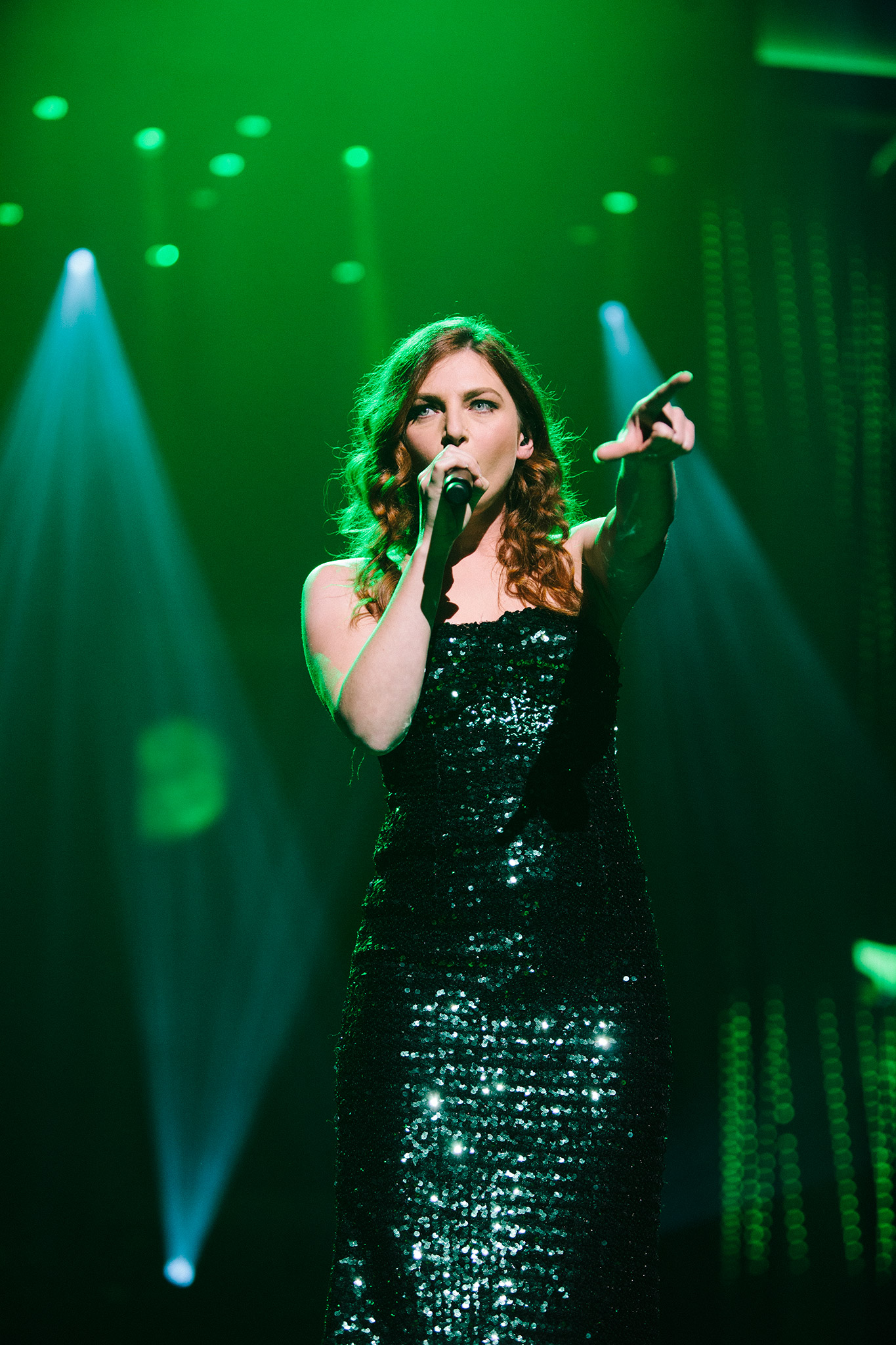
Verkaik, 2015

| Obra                                      | Lugar                      | Rol                     | Año         |
| ----------------------------------------- | -------------------------- | ----------------------- | ----------- |
| Elisabeth                                 | Países Bajos               | Ensamble                | 2001        |
| Jeans 11                                  | Países Bajos               | Soliste                 | 2001–2002   |
| Los tres mosqueteros                      | Países Bajos               | Ensamble                | 2003        |
| Eternity                                  | Países Bajos               | Barbara                 | 2004        |
| We Will Rock You                          | Alemania                   | Killer Queen (suplente) | 2004–2005   |
| Elisabeth                                 | Suiza                      | Elisabeth               | 2006        |
| We Will Rock You                          | Alemania                   | Killer Queen            | 2006        |
| Wicked                                    | Stuttgart, Alemania        | Elphaba                 | 2007–2010   |
| Aida                                      | Alemania                   | Amneris                 | 2009        |
| Wicked                                    | Oberhausen, Alemania       | Elphaba                 | 2010–2011   |
| Wicked                                    | Scheveningen, Países Bajos | Elphaba                 | 2011–2013   |
| Wicked                                    | Broadway, Nueva York       | Elphaba                 | 2013        |
| Mamma Mia!                                | Stuttgart, Alemania        | Donna                   | 2013        |
| Wicked                                    | West End, Londres          | Elphaba                 | 2013–2014   |
| Women on the Verge of a Nervous Breakdown | West End, Londres          | Paulina                 | 2014–2015   |
| Tarzán                                    | Stuttgart, Alemania        | Kala                    | 2015–2016   |
| Wicked                                    | West End, Londres          | Elphaba                 | 2017        |
| Ghost                                     | Berlín, Alemania           | Molly                   | 2017–2018   |
| Bat Out of Hell                           | Oberhausen, Alemania       | Sloane                  | 2018–2019   |
| Women on the Verge of a Nervous Breakdown | Ámsterdam, Países Bajos    | Pepa                    | 2019        |
| Annie                                     | Países Bajos y Bélgica     | Miss Hannigan           | 2019–2021   |
| Rebecca                                   | Viena, Austria             | Mrs. Danvers            | 2022        |
| Frozen: The Musical                       | Hamburgo, Alemania         | Elsa                    | 2023 - 2024 |
| & Julia                                   | Hamburgo, Alemania         | Anne Hathaway           | 2024-2025   |

## Actuaciones
- Pfingstgala (Tecklenburg, Openluchttheater; 2006, 2008, 2014 y 2020)
- Concierto con Mark Seibert (Stuttgart, teatro Palladium, 26 de mayo de 2008)
- Dance Benefit Gala (Hamburgo, TUI-Operettenhaus, 29 de septiembre de 2008)
- Concierto benéfico con Roberta Valentini (Oberhausen, teatro Metronom, 30 de agosto de 2010)
- Simply the Music of Scott Alan (London, teatro New Players, 26 de septiembre de 2010)
- Backstage with Philippe Ducloux (Essen, 22 y 23 de enero de 2011)
- Concierto con Scott Alan (Hamburger Kammerspiele, 20 de junio de 2011)
- Actuación con Jason Robert Brown y Scott Alan (Nueva York, Birdland, 22 de agosto de 2011)
- Concierto con Alex Melcher (Oberhausen, 31 de marzo de 2012)
- Concierto Scott Alan and Friends (Nueva York, Birdland, 30 de abril de 2012)
- As I Am (Scheveningen, Circustheater, 26 de junio de 2012)
- Concierto con Patrick Stanke (Hamburgo, Stage Club, 10 de agosto de 2012)
- Concierto con Scott Alan (Ámsterdam, M-Lab, 5 de noviembre de 2012)
- Exclusevening with Willemijn (Utrecht, Boerderij Mereveld, 20 de noviembre de 2012)
- Serie de conciertos Musical & Xmas (Thun, Bern, Switzerland, 12–16 de diciembre de 2012)
- Concierto con Scott Alan (Londres, O2 Arena, 4 de agosto de 2013)
- Wow, Here Comes The Girls (Dunstable, teatro The Grove, 27 de abril de 2014)
- Musicals in Concert (Ámsterdam, Ziggo Dome, 15 y 16 de noviembre de 2014)
- Jesus Christ Superstar in Concert – Maria (Ámsterdam, teatro DeLaMar, 16 de marzo de 2015)
- Soloconcert (Ámsterdam, teatro DeLaMar, 31 de mayo de 2015 y 31 de octubre de 2015)
- Soloconcert (Londres, teatro Ambassadors, 25 de agosto de 2015)
- Soloconcert (Nueva York, 54 Below, 27 y 28 de agosto de 2015)
- Musicals in Concert (Ámsterdam, Ziggo Dome, 13 y 14 de noviembre de 2015)
- From Broadway to Breda (Breda, Chassé Theatre, 15 de noviembre de 2015)
- Exclusevening with Willemijn (De Weistaar, Maarsbergen, 6 de junio de 2016)
- Live in Concert (Londres, teatro Cambridge, 31 de junio de 2017)
- Bevrijdingsfestival (Ámsterdam, Amstel, 5 de mayo de 2018)
- SpaceXperience (Ámsterdam, Ziggo Dome, 3 de noviembre de 2018)
- West End Does Christmas (Londres, Cadogan Hall, 1 de diciembre de 2018)
- Exclusevening with Willemijn (De Weistaar, Maarsbergen, 10 de diciembre de 2018)

## Discografía

### Lanzamientos como reparto
- Jeans 11 (Jeanscompany, 2001)
- Eternity (Orkest Kon. Luchtmacht, 2003)
- Drie Musketiers (Los tres mosqueteros) (Joop van den Ende Theaterproducties, 2003) – también se publicó un DVD
- Wicked, disco del reparto alemán (Stage Entertainment Alemania, 2007)
- Frozen, disco del reparto alemán (Walt Disney Records, 2014)
- Frozen, disco del reparto neerlandés (Walt Disney Records, 2014)
- Olaf's Frozen Adventure, disco del reparto alemán (Walt Disney Records, 2017)
- Olaf's Frozen Adventure, disco del reparto neerlandés (Walt Disney Records, 2017)

### Otros lanzamientos
- Musical Gala Ludwigsburg (2008)
- Best of Musical Gala 2010, CD promocional de Stage Entertainment Alemania(2009)
- Musicalballads: Unplugged, con Mark Seibert (2010)
- Superstars des Musicals, colección de 3 CD (2010)
- Scott Alan: What I Wanna Be When I Grow Up (2012)
- Scott Alan: Live, CD doble grabado en Birdland (2012)

## Premios
- En 2008 y 2010 Verkaik fue elegida como mejor actriz por los lectores de la revista alemana Da Capo por su interpretación de Elphaba en la producción alemana de Wicked.
- En 2009 fue elegida como mejor actriz por los lectores de la revista alemana Da Capo por su interpretación de Amneris en la producción alemana de Aida.
- En 2009 y 2010 ganó en premio de la audiencia en la revista alemana Musicals por mejor actriz de un musical.
- En 2010 Verkaik ganó la votación organizada por el sitio web BroadwayIsWicked.com, por la mejor actriz que hubiera interpretado a Elphaba en el musical Wicked en todo el mundo.[25] Ella recibió 49,9 % de un total de 16 705 votos emitidos.
- El 9 de enero de 2012 se anunció que Verkaik de nuevo, en una votación organizada por BroadwayIsWicked.com, fue nombrada la Wicked Personality of the Year 2011.[26] Ella recibió 55 % de un total de 590 000 votos emitidos.
- En mayo de 2012, Verkaik ganó el Musicalworld Award por «mejor actriz protagonista en un gran musical» por su interpretación de Elphaba en la producción neerlandesa de Wicked.

## Filmografía
| Año  | Título                                | Rol     | Notas                                                |
| ---- | ------------------------------------- | ------- | ---------------------------------------------------- |
| 2004 | Barbie as the Princess and the Pauper | Erika   | Versión neerlandesa                                  |
| 2008 | Barbie y el castillo de diamantes     | Lydia   | Versión neerlandesa                                  |
| 2012 | Goede tijden, slechte tijden          | Elphaba |                                                      |
| 2013 | Frozen                                | Elsa    | Versión neerlandesa Versión alemana (solo canciones) |
| 2015 | Frozen Fever                          | Elsa    | Versión neerlandesa Versión alemana (solo canciones) |
| 2017 | Olaf's Frozen Adventure               | Elsa    | Versión neerlandesa Versión alemana (solo canciones) |
| 2018 | Ralph Breaks the Internet             | Elsa    | Versión neerlandesa                                  |
| 2019 | Frozen II                             | Elsa    | Versión neerlandesa Versión alemana (solo canciones) |